# Barranc de la Caldera
El Barranc de la Caldera és un barranc de Godall al (Montsià), que neix a la Serra de Godall, a través de cursos fluvials procedents d'una cota màxima de 400m a la Mola de Godall, i té una longitud d'uns 5km.
Al seu pas pel poble fou recobert amb una volta subterrània d'uns 400m. Al sortir del nucli urbà continua el seu curs fins a la desembocadura a la Rambla del Toll Roig. És el barranc més destacat del terme pel que fa a abundància d'aigua, ja que en una bona ploguda el seu cabal pot arribar a durar una setmana.